# Siim-Tanel Sammelselg
Siim-Tanel Sammelselg (Tallinn, 18 mei 1993) is een Estisch voormalig schansspringer. 

## Carrière
Sammelselg maakte in november 2007 in Kuusamo zijn wereldbekerdebuut. Hij behaalde geen wereldbekeroverwinningen.
Hij behaalde zijn beste resultaat (een negende plaats met het Estisch schansspringteam) in Lahti gedurende het wereldbekerseizoen 2011/2012. Zijn beste individuele resultaat is een 45ste plaats in Sapporo op de grote schans tijdens het wereldbekerseizoen 2013/2014.
Sammelselg nam deel aan de Olympische Winterspelen 2014 in Sotsji op de normale en de grote schans. In beide wedstrijden wist hij zich niet te kwalificeren voor de finale.

## Resultaten

### Olympische Spelen
| Jaar | Plaats | Resultaten                          |
| ---- | ------ | ----------------------------------- |
| 2014 | Sotsji | 61e normale schans 69e grote schans |